# SHOOT BOXING WORLD TOURNAMENT S-cup 2016
SHOOT BOXING WORLD TOURNAMENT S-cup 2016（シュートボクシングワールドトーナメントエスカップ2016）は、シュートボクシングの大会の一つ。2016年11月11日、東京都文京区後楽で開催された。

## 大会概要
S-cup史上、トーナメント決勝以外の試合が初めてメインとなり、更に30年を超えるシュートボクシング史上、男女混合大会で女子がメインを初めて務める歴史的瞬間を迎えた大会となった。

## 試合結果
第1試合 スーパーフェザー級＝60.0kg エキスパートクラス特別ルール　3分3R延長無制限R
◯  日本 村田聖明 vs.  日本 中神吉彦 ×
3R 終了 判定3-0（30−25、30−25、30−26）
第2試合 S-cup65kg世界トーナメント1回戦／スーパーライト級＝65.0kg S-cupルール　3分3R延長1R
◯  日本 鈴木博昭 vs.  日本 Hideki ×
延長1R 終了 判定（三者とも10−9）
第3試合 S-cup65kg世界トーナメント1回戦／スーパーライト級＝65.0kg S-cupルール　3分3R延長1R
◯  日本 MASAYA vs.  アメリカ合衆国 チャールズ・“クレイジーホース”・ベネット ×
2R 2分04秒 TKO（レフェリーストップ）
第4試合  S-cup65kg世界トーナメント1回戦／スーパーライト級＝65.0kg S-cupルール　3分3R延長1R
◯  オランダ ザカリア・ゾウガリー vs.  日本 山口裕人 ×
1R 1分27秒 TKO（2ノックダウン）
第5試合 S-cup65kg世界トーナメント1回戦／スーパーライト級＝65.0kg S-cupルール　3分3R延長1R
◯  タイ タップロン・ハーデスワークアウト vs.  日本 水落洋祐 ×
2R 40秒 TKO（右フック→レフェリーストップ）
第6試合 SB日本女子ミニマム級王座決定戦／ミニマム級＝48.0kg エキスパートクラスルール　3分5R延長無制限R
◯  日本 MIO vs.  日本 Union朱里 ×
3R 終了 判定3-0（三者とも10−9）
第7試合 S-cup65kg世界トーナメント準決勝戦 S-cupルール　3分3R延長1R
×  日本 Hideki vs.  日本 MASAYA ×
1R 2分07秒 TKO（セコンドからのタオル投入）
第8試合 S-cup65kg世界トーナメント準決勝戦 S-cupルール　3分3R延長1R
◯  オランダ ザカリア・ゾウガリー vs.  タイ タップロン・ハーデスワークアウト ×
3R 終了 判定3-0（30−27、29−27、30−27）
第9試合 SB日本スーパーバンタム級タイトルマッチ／スーパーバンタム級＝55.0kg エキスパートクラスルール　3分5R延長無制限R
◯  日本 内藤大樹 vs.  日本 植山征紀 ×
3R 2分14秒 KO（左フック）
第10試合 スペシャルマッチ／71.0kg契約　エキスパートクラス特別ルール　3分3R延長無制限R
◯  オランダ アンディ・サワー vs.  日本 宮越宗一郎 ×
3R 終了 判定3-0（30−28、29−28、29−28）
第11試合 S-cup65kg世界トーナメント決勝戦　S-cupルール　3分3R延長1R
×  日本 MASAYA vs.  オランダ ザカリア・ゾウガリー ◯
2R 1分14秒 TKO（3ノックダウン）
第12試合 スペシャルマッチ／フライ級＝51.0kg エキスパートクラス特別ルール　3分3R延長無制限R
◯  日本 RENA vs.  ブラジル キンバリー・ノヴァス ×
3R 終了 判定3-0（30−28、30−28、30−29）